# История на евреите в Битоля
Историята на евреите в Битоля отразява хронологично развитието на социално-икономическите, културните, религиозните и други аспекти от живота на еврейската общност в град Битоля, днес в Северна Македония.

## Преди преместването на сефарадските евреи
Древният географски район на Македония всъщност е първата европейска територия, в която съществува голяма еврейска общност. По времето на Александър Велики и Римската империя евреите, известни като Романиоти, се преместват на територията на географския регион Македония от изток.

## XVI - XVIII в
Най-голямата еврейска имиграция на територията на географския район Македония се случва по времето на Османската империя, когато след изселване от Испания и Португалия през 1492 г. на Балканите пристигат голям брой евреи. В допълнение към градовете на днешна Егейска Македония, разположена днес почти изцяло в Гърция, те масово се преселват в Битоля, както и в други градове на Македония. Иберийските евреи се заселват в отделен квартал. Те говорят на езика ладино и носители на сефарадския фолклор и традиционната еврейска култура. След преместването им се появяват синагоги, религиозни училища, религиозни съдилища и общества за взаимопомощ.
Преселниците създават две общности в Битоля - „арагонска“ и „португалска“ и в продължение на стотици години до Холокоста посещават отделни синагоги.
През XVI век в Битоля има около 200 еврейски семейства. Еврейската общност на Битоля поддържа контакти с други еврейски общности в Османската империя. В края на 16 век в Битоля избухва пожар, който унищожава много еврейски къщи и синагоги. След това, поради липсата на достатъчно пари за възстановяване на двете изгорени синагоги, арагонските и португалските общности решавата да създадат общ фонд за възстановяване на една обща синагога. Често частните къщи биват използвани и за синагоги.
През XVI и XVII век по-голямата част от еврейското население на Битоля се занимава с търговия и занаятчийство като тъкачество, производство на облекло и бижутерство. Някои са бирници, месари, лихвари, лозари или продавачи. Сефарадските търговци често трябва да се местят от място на място, включително в различни страни, за да осъществяват дейността си успешно.

## XIX - началото на ХХ век
През 1863 г. пожар унищожава по-голямата част от еврейския квартал на града. Общността се обръща за помощ към известния британски филантроп от сефарадски произход Мойсей. Този апел бележи началото на преориентация на сефарадската общност към европейската култура и постепенното въвеждане на светското образование и ценности сред еврейското население. Промените настъпват във време, когато се установяват нови транспортни връзки със Солун, където живее една от най-големите еврейски общности на Балканите.
През 1889 г. от 31 257 жители на града 5 500 са евреи.
По време на Илинденското въстание от 1903 г. хиляди битолчани емигрират в Северна и Южна Америка, Йерусалим и Солун. След края на Втората балканска война от 1913 г. Битоля се озовава в зона, контролирана от Сърбия.

## Междувоенен период
В края на ХХ век еврейското население на Битоля достига единадесет хиляди, но до 1914 г. емиграцията води до намаляване на числеността на еврейската общност до шест хиляди. По време на Първата световна война над пет хиляди евреи от Битоля стават бежанци. До края на войната еврейската общност наброява малко над 3000 души. Битоля става част от Сърбо-хърватско-словенското кралство.
След Първата световна война Ицхак Елисафан, известен учител и кантор в Битоля, създава Ломдей Тору, образователна институция за млади хора. Тя изнася представления на иврит. Учениците на Елисафан участват в паради по улиците на Битоли, по време на които се обличат в традиционни дрехи и пеят еврейски песни.
През 20-те и 30-те години на XX век, ционистките настроения се разпространяват сред местните евреи. През тези години около 500 евреи емигрират в Палестина.
В периода между двете световни войни евреите от Битоля живеят по поречието на река Драгор в квартала без външни огради. Кварталът е разделен на райони на La Bustanico, La Tavana, La Bomba, Los Corttijos, Ciftlik и други. Почти всяка врата на жилищата представлява надпис на иврит, който бележи годината на построяването на къщата според еврейския календар.
Нивото на образование на повечето евреи е ниско, като само няколко семейства могат да си позволят да изпратят децата си в гимназия. На десетгодишна възраст повечето деца напускат училище, за да помагат на семействата си: момчетата като ученици биват давани на майстори, а момичетата се занимават с традиционните „женски занимания“.

## Трагедията на евреите от Битоля
В навечерието на окупацията на Битоля живеят 810 еврейски семейства, които съставят 3351 души.
През 1941-1944 г. територият а на днешна Северна Македония е предоставена за управление от германците на българските власти.
На 4 октомври 1941 г. на евреите в района е забранено да се занимават с производство или търговия. Всички съществуващи еврейски предприятия имат три месеца да прехвърлят собствеността си на неевреи или да продадат активите си. В края на 1941 г. евреите са принудени да се преместят в гето.
На 2 юли 1942 г. е изискано от еврейските домакинства да дадат 20% от всичко, което притежват, включително имущество, мебели, парични средства и предмети от бита. Създадени са комитети за оценка на стойността на еврейската собственост. Имуществото на тези, които не нямат пари да плащат данък, е продадено на търг.
На 11 март 1943 г. в Битоля, Скопие и Щип няколкостотин полицаи и войници се събират в градските полицейски управления в 14:00, когато получат инструкции за изселването на останалите евреи. В Битоля е наложена военна блокада, за да се предотвратят бягствата.
От 3276 депортирани евреи, само петима успяват да избягат, а други трима биват спасени от българите. Няколко евреи бягат в територията на окупирана Гърция с надеждата за спасение, но почти всички впоследствие умират в Аушвиц. Няколко десетки млади евреи от Битоля се присъединяват към партизаните и се сражаваха в различни отряди; някои от тях загиват в битка, по-голямата част от които в Треблинка.
Към 2018 година в града живее само един евреин.